# Michas Kukobaka
Michas Ignatěvič Kukobaka (nar. 1936) je sovětský disident a bývalý politický vězeň, který v roce 1968 otevřeně nesouhlasil s okupací Československa armádou Sovětského svazu. Mezi lety 1968 - 1989 trávil více než 16 let ve vězeních a psychiatrických léčebnách. V roce 2015 navštívil Českou republiku a kritizoval současnou ruskou vládu Vladimira Putina.